# 嘉峰汤帝庙
嘉峰汤帝庙是一座古建筑，位于山西省晋城市沁水县嘉峰镇嘉峰村。2021年8月4日公布为第六批山西省文物保护单位。